# Фонтеккьо
Фонтеккьо (італ. Fontecchio) — муніципалітет в Італії, у регіоні Абруццо,  провінція Л'Аквіла.
Фонтеккьо розташоване на відстані близько 100 км на схід від Рима, 24 км на південний схід від Л'Акуїли.
Населення — 379 осіб (2014).

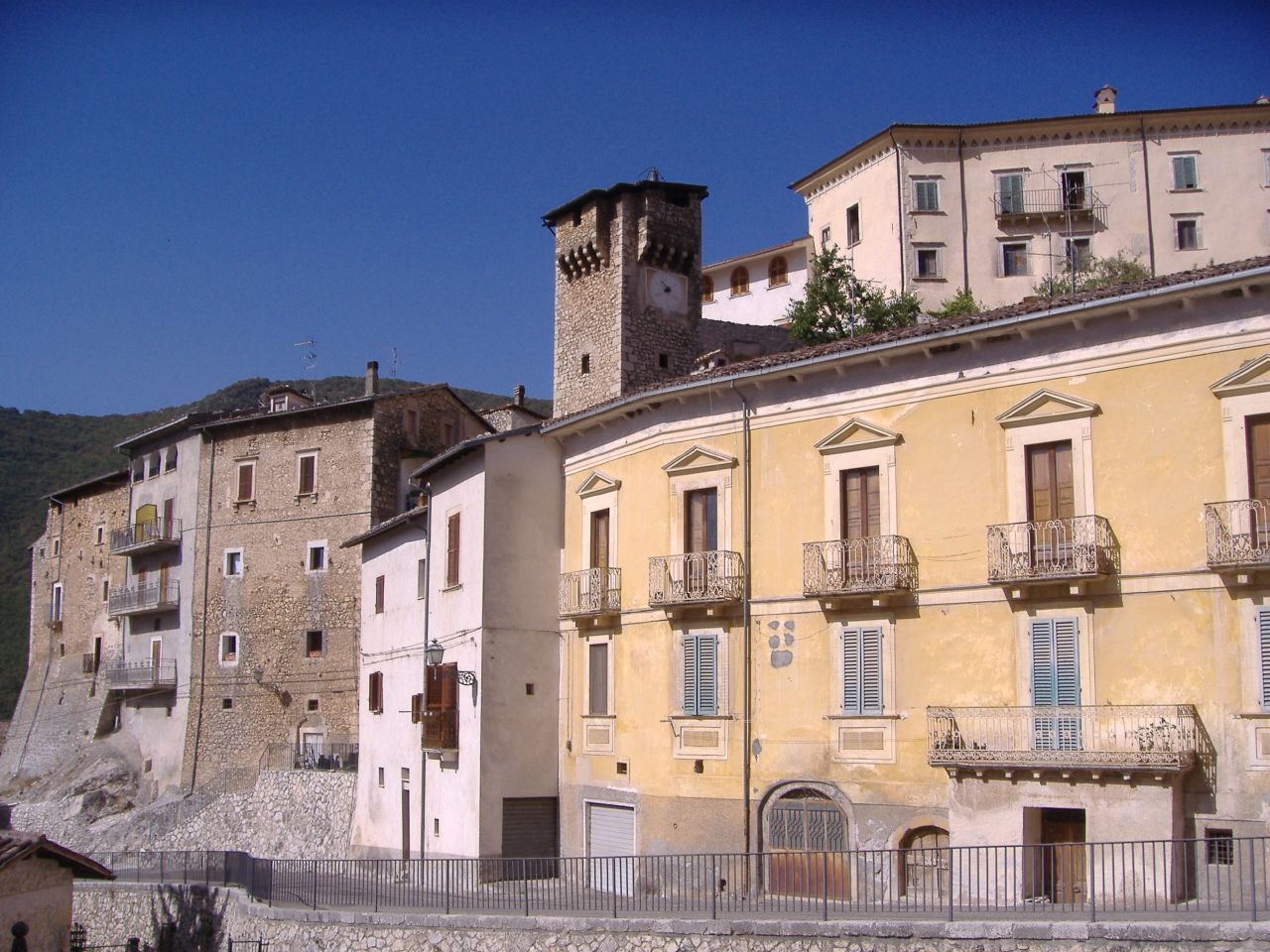

Щорічний фестиваль відбувається 3 лютого. Покровитель — святий Власій.

## Демографія
Населення за роками:

Станом на 1 січня 2023 року в муніципалітеті офіційно проживало 17 іноземців з 10 країн, серед них 3 громадяни країн Євросоюзу та 1 громадянин України.

## Сусідні муніципалітети
- Капорчіано
- Фаньяно-Альто
- Рокка-ді-Меццо
- Тьоне-дельї-Абруцці